# 스트란고치
스트란고치(이탈리아어: strangozzi, 단수: strangozzo 스트란고초[*])는 이탈리아의 파스타이다. 움브리아주에서 유래한 밀반죽 파스타이다. 길고 사각형을 띠는 면발은 손반죽으로 만들며 보통 검은색 트뤼프와 함께 움브리아 주 여러 고을에서 맛볼 수 있다. 트뤼프와 함께 고기 라구나 토마토 소스로 요리한다. 스트란고치라는 이름은 이탈리아어로 신발끈(끈)을 의미하는 단어 stringhe에서 유래했다.
지역에 따라 스트린고치(이탈리아어: stringozzi, 단수: stringozzo 스트린고초[*]), 스트렌고치(이탈리아어: strengozzi, 단수: strengozzo 스트렌고초[*]), 스트론고치(이탈리아어: strongozzi, 단수: strongozzo 스트론고초[*]) 등으로도 부른다. 페루자에서는 움브리첼리(이탈리아어: umbricelli, 단수: umbricello 움브리첼로[*])로, 테르니에서는 치리올레(이탈리아어: ciriole, 단수: ciriola 치리올라[*])나 만프리콜리(이탈리아어: manfricoli, 단수: manfricolo 만프리콜로[*])로도 불린다.